# Americabaetis intermedius
Americabaetis intermedius är en dagsländeart som först beskrevs av Lugo-ortiz och Mccafferty 1994.  Americabaetis intermedius ingår i släktet Americabaetis och familjen ådagsländor. Inga underarter finns listade i Catalogue of Life.